# Thasyraea lepida
Thasyraea lepida är en spindelart som beskrevs av Ludwig Carl Christian Koch 1878. Thasyraea lepida ingår i släktet Thasyraea och familjen taggfotsspindlar.
Artens utbredningsområde är New South Wales. Inga underarter finns listade i Catalogue of Life.